# Катерина Арборе-Раллі
Катерина Арборе-Раллі (рум. Ecaterina Arbore-Ralli; 16 жовтня 1875 — 2 грудня 1937) — румунська (молдовська) революціонерка, лікарка, соціолог та феміністка, уродженка Швейцарії. Активна діячка Комуністичної партії Румунії та Комінтерну.

## Біографія
Народилася 16 жовтня 1875 або 1873 року в родині письменника і активіста Замфіра Арборе-Раллі.
Вступила до університету на медика і приєдналася до Соціал-демократичної партії Румунії під час навчання. У 1903 брала участь у підготовці конгресу Другого Інтернаціоналу, обрана до виконавчого комітету Соціалістичної партії Румунії. Вела кампанію за організацію соціального захисту для індустріальних робітників, серед яких в той час був поширений туберкульоз.
В 1924 заарештована та вислана з країни.
Заарештована НКВС 20 вересня 1937 і засуджена до розстрілу.
Реабілітована посмертно.

## Опубліковані роботи
- Câteva considerațiuni asupra sarcinilor extrauterine (București, 1896)
- Leagăne de copii (1898)
- Mama și copilul (1900)
- Despre tuberculoză în Capitală (1907)
- Femeile în revoluția rusă (1908)
- Femeia în lupta pentru emancipare (1911)
- Femeia muncitoare (1912)
- Cincizeci de zile între holerici (1914)